# Dent de lleó
La dent de lleó, pixallits o queixals de vella (Taraxacum officinale) és una planta de la família de les asteràcies. La seva morfologia és molt característica i fàcil de reconèixer, no sol superar el 40cm - 50cm d'alçada. Les fulles són alternes i formades per lòbuls triangulars amb els marges dentats. La flor és composta (en forma de margarida) i d'un color groc daurat. En madurar forma un papus, amb aspecte sedós, recobert d'una esfera de plomalls. Les llavors es dispersen amb el vent que les escampa arreu. És originària de les zones temperades d'Euràsia, però ara es pot trobar a molts altres indrets del món com a espècie neòfita. És una planta molt comuna a tot Europa, on el Taraxacum té cap a 1.200 espècies més, molt semblants entre si. Creix a les vores dels camins, marges de boscos, prats, erms, camps i jardins. És una planta ruderal, molt resistent, que pot prosperar gairebé a qualsevol lloc. Sovint és una planta pionera.

## Usos

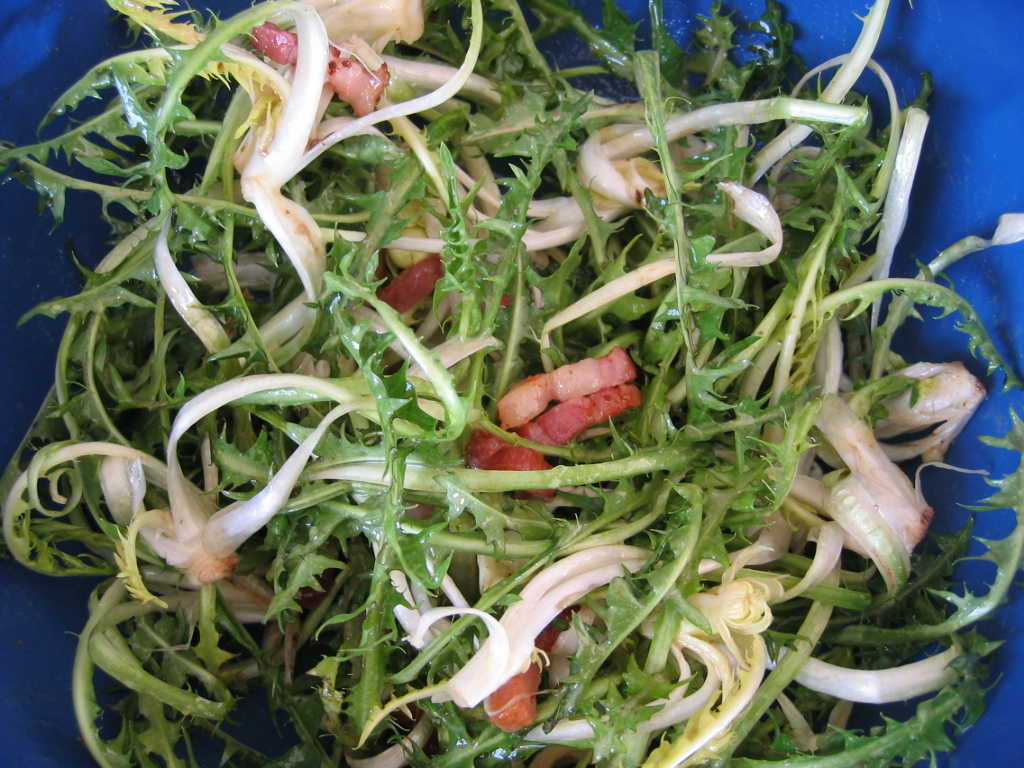
Amanida de dent de lleó amb cansalada (recepta tradicional de Lorena molt popular a tot França).

Sembla raonable estimar que totes les espècies de dent de lleó són comestibles. Les seves fulles es mengen tradicionalment en amanides especialment al sud d'Europa i també al sud de la mar Mediterrània. De vegades l'espècie predilecta per a menjar canvia segons el lloc, habitualment la més estesa localment. Per exemple, a Anatòlia es prefereixen les fulles de Taraxacum serotinum, al nord-oest de la mediterrània el T. obovatum i a Grècia, Xipre i Creta el T. hellenicum. Un exemple d'amanida tradicional amb fulles tendres de dent de lleó és, a Xipre, una enciamada amb ceba, olives i pa. A Creta l'agrioradiko és una amanida les fulles tendres de dent de lleó de la qual es bullen.
S'usa com a planta medicinal de l'antiguitat ençà. En la medicina casolana tradicional atribueixen nombroses propietats medicinals a aquesta planta. Contra el mal de gola es fa una infusió de les flors, que pot ser endolcida amb sucre o mel, o encara una melmelada amb les flors.
Un altre ús ha estat la producció de cautxú extret de les seves arrels, a Rússia durant la Segona Guerra Mundial, motiu pel qual es va començar a conrear industrialment. És diurètica, motiu pel qual rep el nom de pixallits.

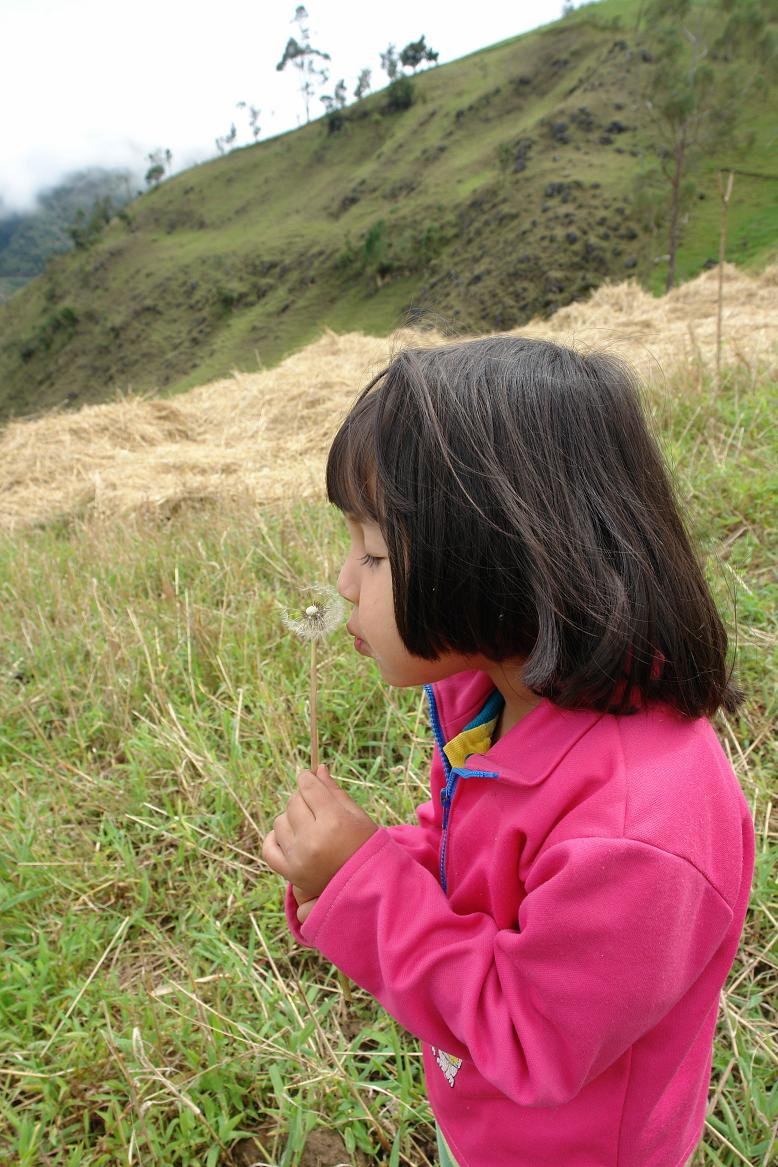
Xiqueta que bufa un angelet de Taraxacum officinale a Santander (Colòmbia).

### Gastronomia
La planta sencera és comestible. Les arrels són amargues, però tanmateix es mengen crues o bullides, com a aperitiu o acompanyament, per exemple. Es cullen durant el període de repòs de la vegetació. A Sicília les arrels de dent de lleó es consumeixen tradicionalment bullides i amanides amb oli d'oliva, i al Japó es tallen a trossos, se salten a la paella i s'amaneixen amb salsa de soja, amb la qual s'acaben de coure uns minuts. Amb les arrels torrades es fa un succedani de cafè.
Les seves fulles també tenen usos gastronòmics a tot Europa i es poden menjar crues, per exemple en amanida, bullides, fregides, en sopa (típicament a Itàlia), com a farciment de raviolis o en truita. A tot els Pirineus catalans és típica l'amanida de xicoies. A Polònia, una preparació culinària molt habitual fins al començament del segle xx eren les fulles de dent de lleó bullides i escorregudes, barrejades amb llet i patata. En general, les fulles joves i tendres es poden menjar crues però quan són més madures es comencen a amargar, cosa per la qual en aquest cas se solen menjar cuites.
Les poncelles es mengen i es conserven en vinagre (països eslaus) o en sal (Sicília) de la mateixa manera que les tàperes. Una altra manera de menjar-les, per exemple a Occitània, és fregir-les en oli d'oliva i fer-ne una truita. També les inflorescències obertes es poden menjar, en amanides, per exemple, i a més se solen usar per a fer licors; «vi de dent de lleó», una mena d'aiguamel; o en melmelada, anomenada també, pel seu gust i aspecte, mel de dent de lleó, i que és tradicional a molts indrets camperols d'Europa. A Txèquia es fa una mena de dolç fet de la barreja dels pètals amb mel, deixant que hi donin gust durant un dia sencer, després filtrada. Així, la mel n'és més perfumada, i també s'aprofiten els pètals barrejant-los amb nous picades, o recentment, amb coco ratllat. La corol·la o part inferior de la flor, de color verda, és amarga, cosa per la qual se sol separar dels pètals en moltes preparacions fetes amb flors de dent de lleó.
Com la major part dels vegetals, i més especialment les herbes, les valors de greixos, proteïnes i d'energia (calories) de la dent de lleó són molt baixes. Les fulles aporten principalment vitamines i minerals, de les quals destaca la provitamina A, que hi és en una proporció, a igual quantitat en pes, setanta vegades superior a la de les taronges i el doble que als espinacs. També conté vitamines B1, B2, C i E; i quantitats significatives de sals minerals com el calci, potassi, fòsfor, sodi, magnesi i ferro entre d'altres.
A més a més, les fulles es poden assecar per a fer-ne una mena de sal d'herbes, que és molt rica en potassi i baixa en sodi. Per a elaborar-la es barregen les fulles de xicoia seques i mòltes amb la meitat de sal o fins i tot un xic menys. És ideal per la hipertensió, perquè ajuda a equilibrar el balanç sodi potassi.

### Cultivació
Es tracta d'una de les plantes salvatges més corrents i abundants a l'Europa occidental. Per això, tot i que es cull de fa segles per al consum alimentari i medicinal, no s'ha començat a conrear fins al segle xx. Les varietats conreades donen fulles molt grans, bones per a amanides. És una planta molt resistent i fàcil de cultivar al jardí.

## Galeria d'imatges

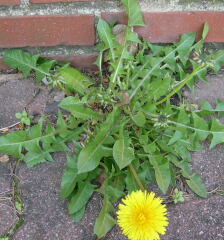
Xicoia creixent de forma ruderal
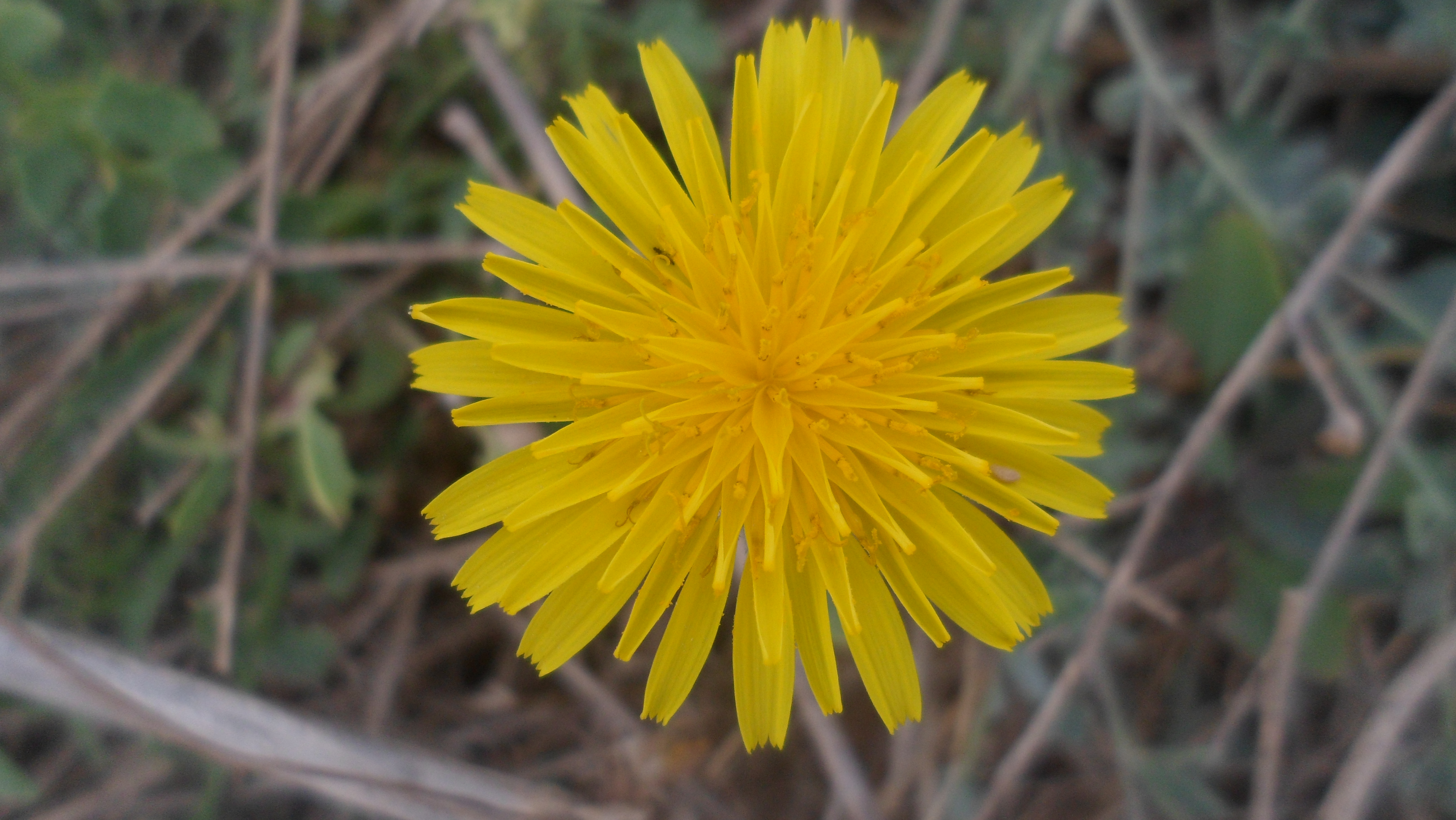
Inflorescència de la planta.
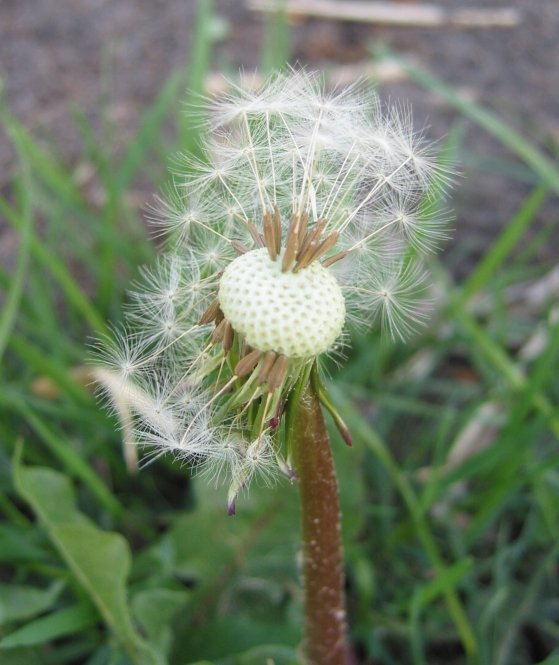
Fruits mostrant el plomall
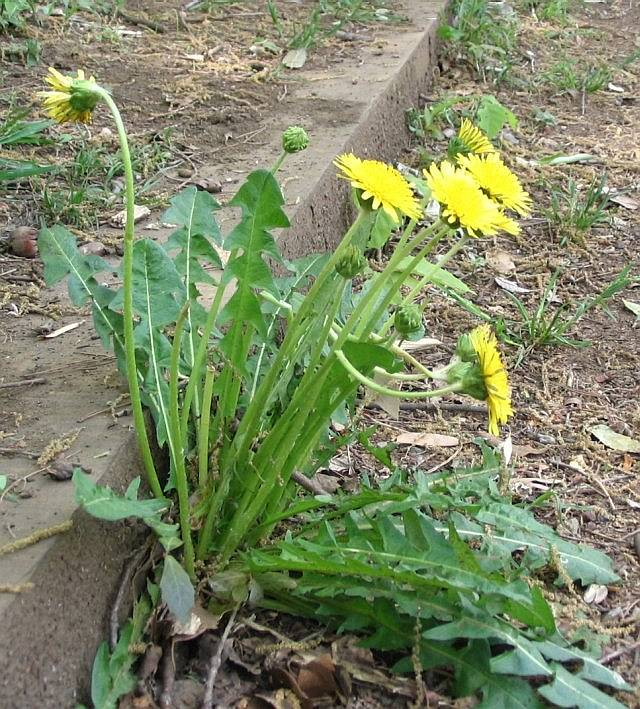
Exemplar urbà
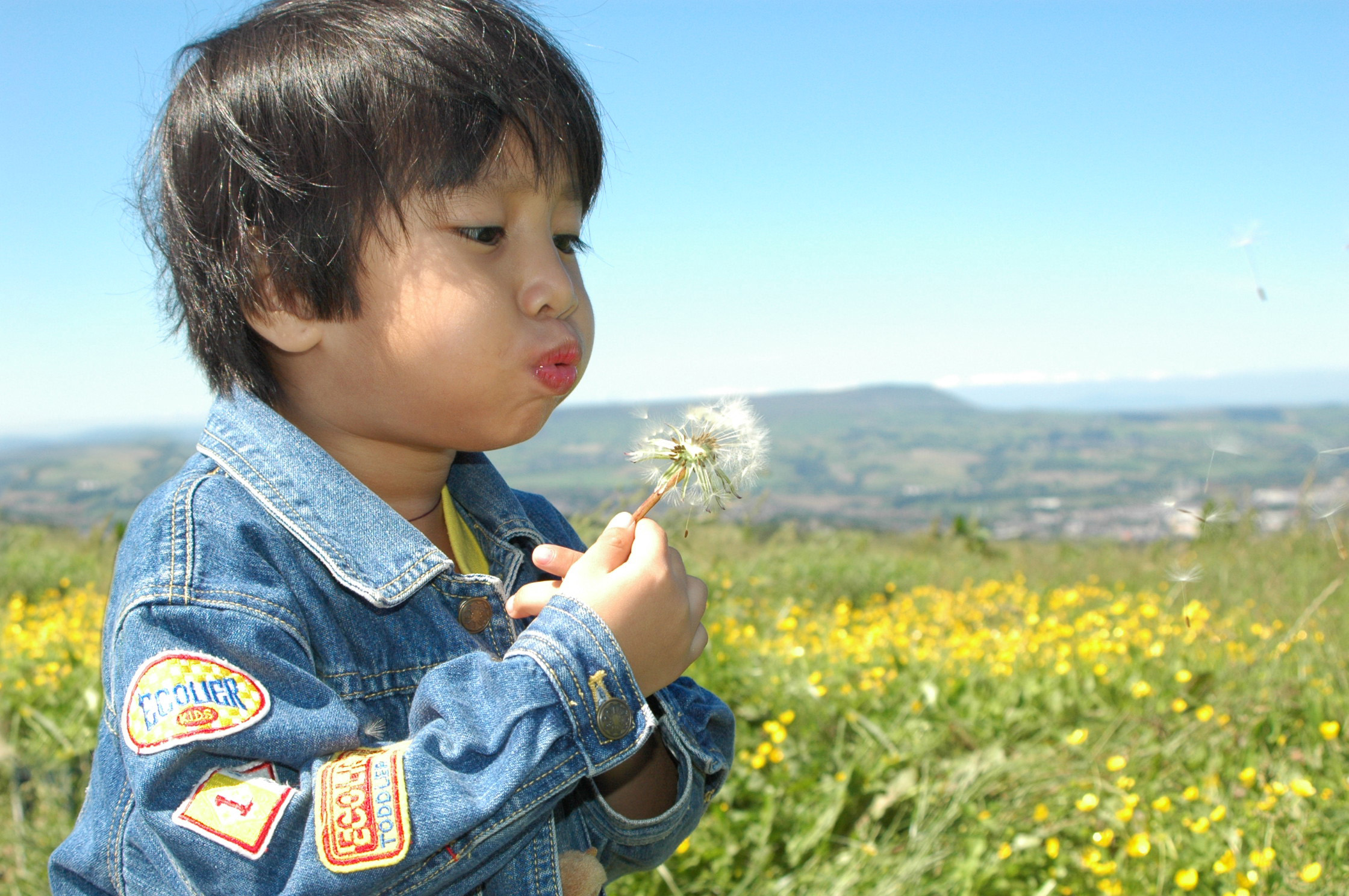
Nen bufant els plomalls
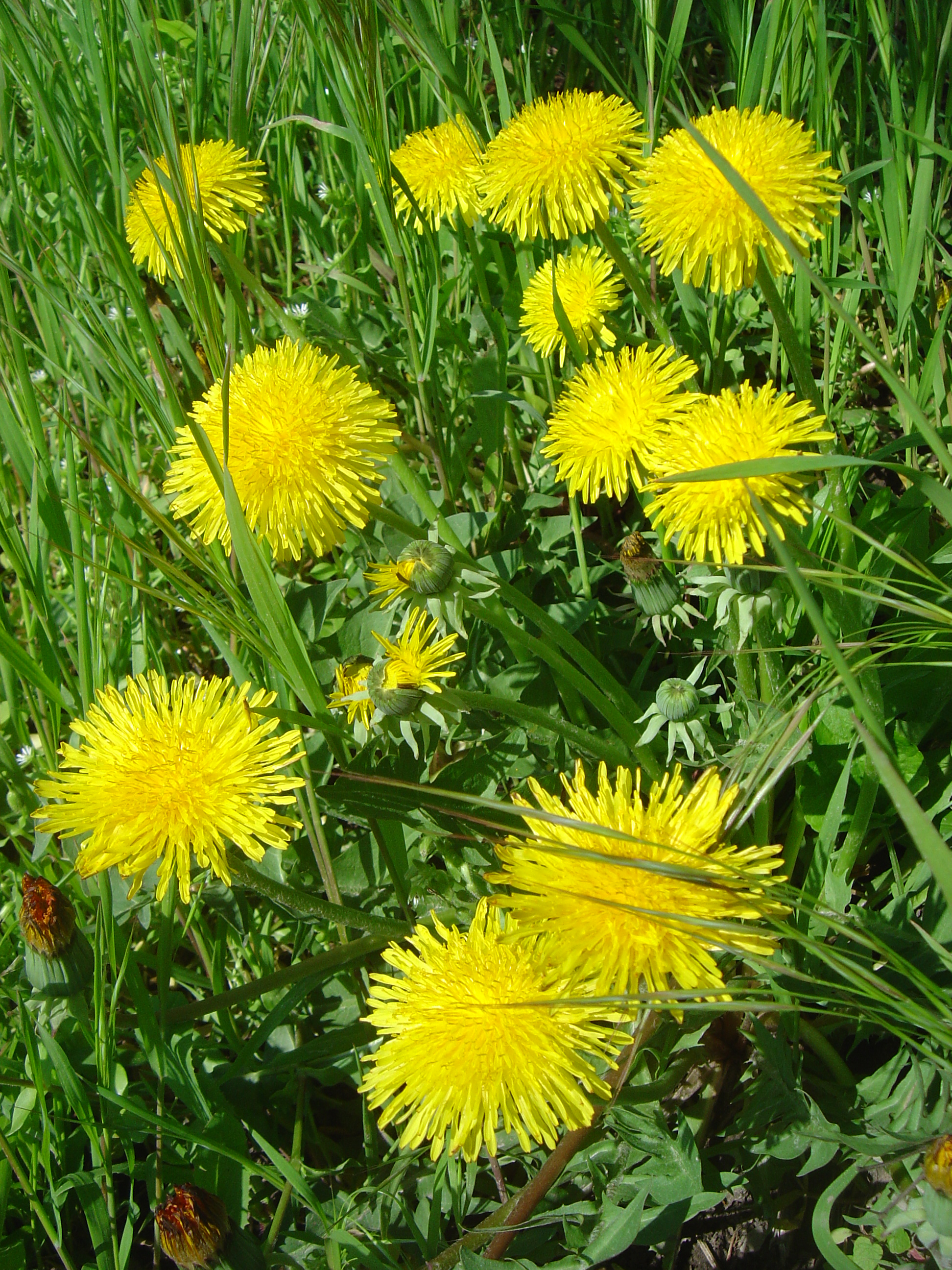
Flors a un prat
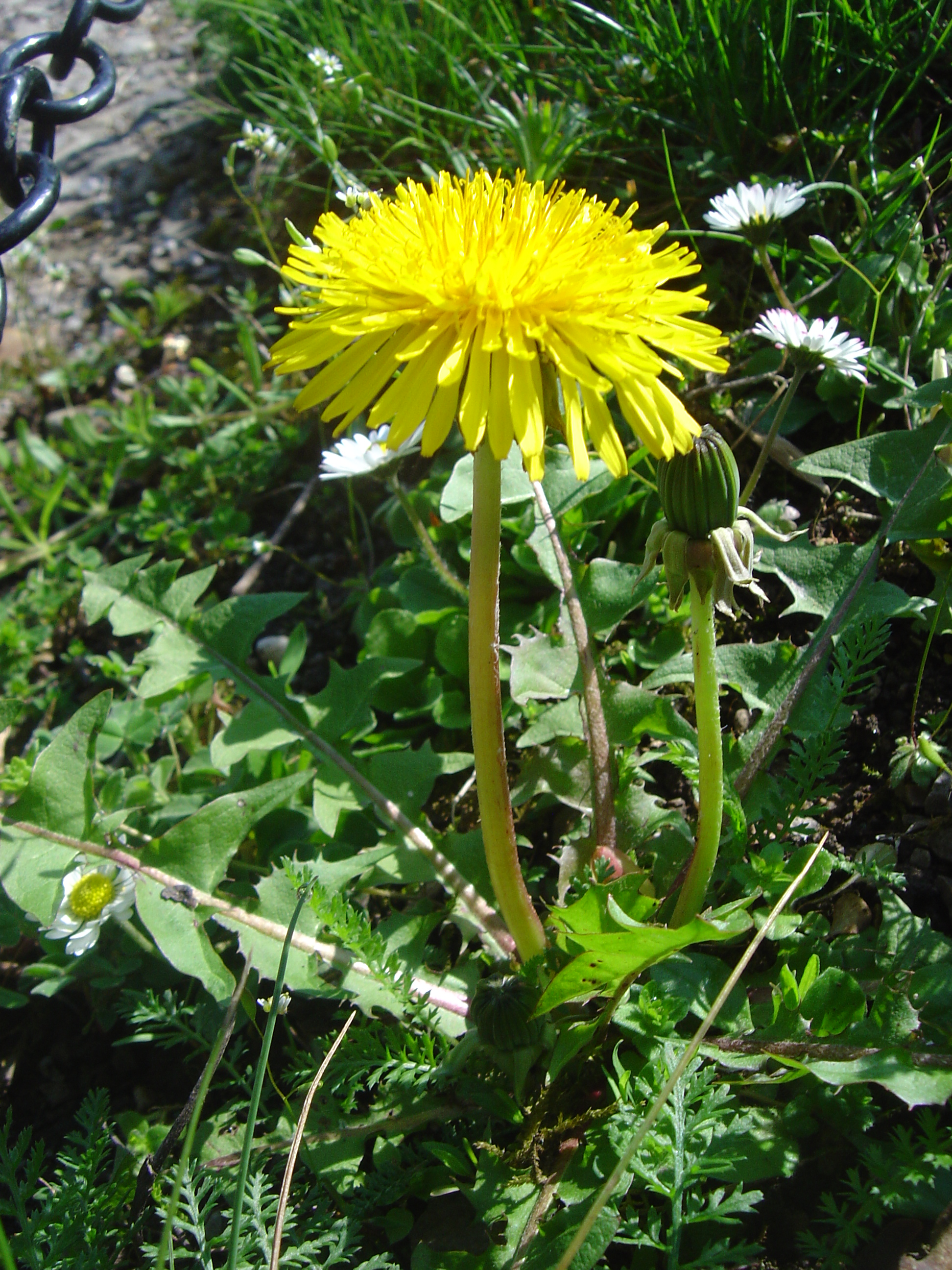
Planta amb flor